# Яловенски район
Яловенския район (на румънски: raionul Ialoveni) е район в централната част на Молдова с административен център град Яловени. Площта му е 783 квадратни километра, а населението – 93 154 души (по преброяване от май 2014 г.).